# Coolie Town (Micoud)
Coolie Town es una localidad de Santa Lucía que forma parte del distrito de Micoud.